# 伊藤恭子
伊藤 恭子（いとう きょうこ、1990年4月1日 - ）は、三重県出身の元バスケットボール選手である。デンソーアイリス所属。ポジションはガード。160cm。ニックネームは「チィ」。

## 来歴
朝明中3年時に出場した全中では、優勝した東京成徳大中と予選リーグ対戦し、唯一黒星をつけ話題となる。
高校は岐阜女高に進学し、全国大会準優勝を経験。
卒業後の2008年、デンソーアイリスに加入。同年の女子U-18日本代表にWリーグから唯一選出され、U-18アジア選手権初優勝に貢献する。
160cmと選手としては小柄ながら、抜群の運動能力を生かしたプレイを展開し、スピードを生かしたドライブや、高校時代に培われたディフェンス力も魅力である。2014-15シーズンにフリースロー賞を受賞。
2017年引退。引退後はチームスタッフとしてチームに所属する。

## 経歴
- 岐阜女子高 - デンソー（2008年〜2017年）